# Walerij Popienczenko
Walerij Władimirowicz Popienczenko ros. Валерий Владимирович Попенченко (ur. 26 sierpnia 1937 w Kuncewie, zm. 15 lutego 1975 w Moskwie) – radziecki bokser, mistrz olimpijski i dwukrotny mistrz Europy.
Wychował się w Taszkencie, a od 1955 służył w wojsku w Leningradzie. Zdobył po raz pierwszy mistrzostwo ZSRR w 1959. W 1960 przegrał w półfinale mistrzostw z Jewgienijem Fieofanowem i nie zakwalifikował się na igrzyska olimpijskie w Rzymie. 
Popienczenko potem zdobywał mistrzostwo ZSRR w klatach 1961-1965, zawsze w wadze średniej. Wystartował w niej w mistrzostwach Europy w 1963 w Moskwie i zdobył tytuł mistrzowski (w finale pokonał Iona Moneę z Rumunii). Rok później na igrzyskach olimpijskich w 1964 w Tokio został mistrzem olimpijskim w tej kategorii wagowej, wygrywając w półfinale z Tadeuszem Walaskiem, a w finale z Niemcem Emilem Schulzem. Zdobył na tych igrzyskach Puchar Vala Barkera przyznawany dla najlepszego technicznie boksera.
Na mistrzostwach Europy w 1965 w Berlinie obronił tytuł mistrzowski w wadze średniej. Wkrótce potem zakończył karierę bokserską.
W 1963 i 1964 walczył w meczach reprezentacji ZSRR z Polską, przegrywając i wygrywając z Tadeuszem Walaskiem.
Ukończył później studia techniczne i pracował jako kierownik katedry wychowania fizycznego na Moskiewskim Uniwersytecie Technicznym im. Baumana. Podczas pracy uległ śmiertelnemu wypadkowi spadając z niezabezpieczonych schodów dwa piętra w dół. Pochowany na Cmentarzu Wwiedieńskim w Moskwie.
Był odznaczony Orderem Czerwonego Sztandaru Pracy. w 1964 otrzymał tytuł Zasłużonego Mistrza Sportu ZSRR.